# Comuna Lencăuți, Chelmenți
Lencăuți (în ucraineană Ленківці, transliterat: Lenkivți) este o comună în raionul Chelmenți, regiunea Cernăuți, Ucraina, formată din satele Lencăuți (reședința) și Macareanca.

## Demografie
Componența lingvistică a comunei Lencăuți
     Ucraineană (98,21%)
     Rusă (1,15%)
     Alte limbi (0,51%)
Conform recensământului din 2001, majoritatea populației comunei Lencăuți era vorbitoare de ucraineană (98,21%), existând în minoritate și vorbitori de rusă (1,15%).